# Skär kattost
Skär kattost (Malva neglecta) är en art i familjen malvaväxter. Den är en ettårig eller flerårig ört. 
Den växer framförallt i näringsrik jord i kulturlandskapet, till exempel i vägrenar och åkrar. Utbredningsområdet är Europa och västra Asien, förutom deras nordligaste delar. I Sverige går gränsen ungefär i mitten av Svealand. Skär kattost har i modern tid också införts i Nordamerika. 

## Beskrivning
Stjälk och grenar är ofta ganska liggande. De når upp till en höjd av 15 till 50 centimeter. Stjälk och bladskaft är håriga. 
Bladen är tandade och grunt trubbigt flikiga, med kring 6 flikar per blad. Bladskaften är ovanligt långa i förhållande till bladet. 
Blommorna sitter i små grupper i bladvecken och på skaft som är cirka 20 millimeter långa. De fem kronbladen har ganska olika längd på olika exemplar, kring 10 millimeter. De är ljust lila eller skära och har några markant mörkare längsgående streck. Kronbladet är inskuret i änden. Foderbladen är knappt hälften så långa som kronbladen. Under de vanliga foderbladen sitter tre något kortare och mycket smala extra foderblad. 
Frukten är cirkelrund och markant tillplattad i längsriktningen. Den är indelad i cirka 14 delfrukter, som bildar en cirkel som kan tyckas påminna om en liten ost (därav namnet). 